# وادي ناجي (وشحة)

تعديل مصدري - تعديل

وادي ناجي هي إحدى قرى عزلة ضاعن بمديرية وشحة التابعة لمحافظة حجة، بلغ تعداد سكانها 165 نسمة حسب تعداد اليمن لعام 2004.